# Siddeley-Deasy Tiger
Siddeley-Deasy Tiger, 600 hp byl letecký motor vyvíjený koncem I. světové války. Počítalo se s ním jako s jednou z uvažovaných pohonných jednotek původního projektu bombardéru Handley Page Type V (pozdější těžký čtyřmotorový bombardér Handley Page V/1500). Vývoj motoru se ovšem protahoval, a ještě ani roku 1921 nebyl ukončen, prototypy dlouho dávaly výkony kolem 500 hp, tedy na úrovni motorů Galloway Atlantic a Siddeley-Deasy Pacific — bylo to pochopitelné, po skončení války byla poptávka po nových typech bojových letounů, a tím pádem tedy i leteckých motorů, na bodu mrazu. Chyběly především peníze, takže vývoj se neočekávaně protahoval a možné kontrakty nakonec získala konkurence, především firma Rolls-Royce se svým novým motorem Condor (původně vyvíjeným pod označením Rolls-Royce G), ostatně i ta získala jen menší množství objednávek — celkem bylo vyrobenbo pouze 327 motorů Condor. Tím fakticky existence motoru Tiger končila, protože do budoucna již nebyla naděje motor prodat v takovém množství, aby výroba byla rentabilní. Jediné dva motory Siddeley-Deasy Tiger se dostaly do vzduchu v prototypu dvoumotorového bombaréru Siddeley Sinaia I — stejně neúspěšném jako jeho motory.

## Technická data
- Typ: čtyřdobý zážehový vodou chlazený vidlicový dvanáctiválec s rozevřením řad válců 60 stupňů, s přímým náhonem na levotočivou tažnou vrtuli
- Vrtání válce: 160 mm
- Zdvih pístu: 180 mm
- Celková plocha pístů: 2412 cm²
- Zdvihový objem motoru: 43 429 cm³
- Kompresní poměr: 5,20
- Hmotnost suchého motoru (tj. bez provozních náplní): 635 kg

- Výkony:
  - vzletový: 600 hp (447 kW) při 1600 ot/min
  - maximální: 660 hp (492 kW) při 1700 ot/min